# Otto-Heinrich Drechsler
Pour les articles homonymes, voir Drechsler.
Otto-Heinrich Drechsler, né le 1er avril 1895 à Lübz et mort par suicide le 5 mai 1945 à Lübeck, est un homme politique allemand et un membre du parti nazi. De 1941 à 1944, il est Generalkommissar de Lettonie sous l'autorité du Reichskommissariat Ostland dirigé par Hinrich Lohse.

## Biographie
Se destinant à la carrière militaire, il est cadet dans le 162e régiment d'infanterie (de) de Lübeck en 1914. Il perd une jambe au combat et est mis hors cadre de la Reichswehr en 1920. Il fait des études pour être dentiste. Il adhère au parti nazi en 1925, puis devient chef de section dans la SA. De 1933 à 1937, il est maire de Lübeck et préside le sénat de la ville. En avril 1937, il est premier magistrat de la cité hanséatique de Lübeck.
En 1941, il est nommé Generalkommissar de Lettonie et prend ses quartiers à Riga en aout 1941. En octobre 1941, le chef de l'Einsatzgruppe A Franz Walter Stahlecker l'informe qu'un grand camp de concentration va être construit à Riga pour y interner les Juifs du Reich, conformément à la volonté d'Hitler et demande au Generalkommissar sa collaboration. À la fin de 1941, il participe activement à la mise en place du ghetto de Riga. Par les rapports de ses subordonnés, dès juillet 1941, Dreschler est informé des massacres de Juifs commis par l'Einsatzgruppe A sur le territoire letton.
Capturé par les troupes britanniques en 1945, le docteur Drechsler se suicide le 5 mai 1945.